# Синкопа (фильм, 1929)
«Синкопа» (англ. Syncopation; первоначальное название: Steeping High с англ. — «Высокий шаг») — американский докодексовый фильм-мюзикл, снятый режиссёром Бертом Гленноном на киностудии «RKO Pictures» в 1929 году. По мотивам романа Джина Марки «Высокий шаг».
«Синкопа» является первым фильмом, снятым с использованием технологии звукозаписи RCA Photophone.
Премьера фильма состоялась 24 марта 1929 года. Фильм собрал в прокате 1,25 млн долларов.

## Сюжет
Муж и жена, Бенни и Фло, танцуют вместе на Бродвее, но после закрытия ревю им приходится начать выступать в ночном клубе. Фло заинтересовывает богатого плейбоя Уинстона, она уходит от мужа Бенни и начинает выступать с новым партнёром. Однако их выступление проваливается, и Фло возвращается к Бенни, чтобы вместе отправиться в путь.

## В ролях
- Барбара Беннетт — Флеретт «Фло»
- Бобби Уотсон — Бенни
- Иэн Хантер — Уинстон
- Мортон Дауни — Лью
- Осгуд Перкинс — Хаммель
- Маккензи Уорд — Генри
- Верри Тисдейл — Рита
- Дороти Ли — Пэгги

В фильме принимает участие танцевальный ансамбль Фреда Уоринга «Пенсильванцы» (англ. Pennsylvanians).

## Съёмки
Фильм снимался в Нью-Йорке.